# 沃尔纳特 (艾奥瓦州)
沃爾納特（英語：Walnut）是一個位於美國愛荷華州波特瓦特米縣的城市。

## 地理
沃爾納特的座標為41°28′52″N 95°13′16″W / 41.48111°N 95.22111°W，而該地的平均海拔高度為406米（即1332英尺）。

## 人口
根據2010年美國人口普查的數據，沃爾納特的面積為5.57平方千米，當中陸地面積為5.57平方千米，而水域面積為0.00平方千米。當地共有人口785人，而人口密度為每平方千米140人。